# کرافورد (فلوریدا)
کرافورد، فلوریدا (به انگلیسی: Crawford, Florida) یک سکونتگاه مسکونی در ایالات متحده آمریکا است که در فلوریدا واقع شده‌است.